# Freeganizm
Freeganizm – antykonsumpcyjny styl życia, polegający na ograniczaniu udziału w konwencjonalnej ekonomii. Nazwa tego ruchu powstała w USA jako zbitka słów free – wolny, darmowy, i veganism – weganizm (jednak nie wszyscy jego członkowie są weganami czy wegetarianami).

## Motywacje i ideologia
Freeganie stawiają na społeczność, hojność, wolność, współpracę oraz dzielenie się – jako kontrast dla społeczeństwa opartego na materializmie, moralnej apatii, współzawodnictwie, konformizmie i zachłanności. Badania wskazują, że większość osób związanych z freeganizmem, „nurkowaniem w śmieciach”, nie robi tego z powodów złej sytuacji finansowej.

### Zasadnicze wartości członków freeganizmu to[2]
- „Sprzeciw wobec coraz większej produkcji i konsumpcji, które prowadzą do powstania nadmiaru śmieci.
- Sprzeciw wobec obecnego modelu gospodarki: model kapitalistyczny bazuje na ustawicznym wzroście ekonomicznym, stałych innowacjach, ekspansji rynków i ciągłym obiegu kapitału.
- Sprzeciw wobec dzisiejszego marketingu opartego na psychologicznej manipulacji.
- Alternatywne zaspokajanie potrzeb codziennych (szukanie jedzenia, ubrań, sprzętu elektronicznego w śmietnikach).
- Ograniczanie udziału w rabunkowej gospodarce i minimalizowanie negatywnego wpływu na środowisko naturalne. – Wizja świata w przyszłości według freegan to małe, lokalne systemy ekonomiczne, w których ludzie pracują mało i spędzają ze sobą dużo czasu”

#### Antykapitalizm
Freeganie poprzez swoje poglądy i ruchy wyraźnie wskazują na swoje antykapitalistyczne podejście. Uważają, że to kapitalizm jest odpowiedzialny za nadmierny konsumpcjonizm, wykorzystywanie pracowników fizycznych oraz zwierząt, a także marnotrawstwo zasobów.

#### Weganizm i marnotrawstwo żywności
Niektórzy freeganie krytykują wegan, twierdząc, że ignorują oni koszt ponoszony przez środowisko i ilość pracy włożonej w produkcję produktów, które kupują, a także fakt posiadania przez korporacje wielu linii produktów wegańskich.
Podejście to łączy się z bardzo ważnym powodem wybrania takiego stylu życia, czyli marnowaniem jedzenia. Według danych Federacji Polskich Banków Żywności każdego roku w Polsce marnuje się około 9 mln ton jedzenia. Wiele statystyk wskazuje na środowiskowe skutki marnotrawstwa żywności: do 12% światowych gruntów ornych i 23% światowych zasobów słodkowodnych służy produkcji żywności, która nie jest zużywana, co utwierdza freegan w ich poglądach na to, aby odrzucić kapitalistyczny sposób żywienia.

#### Powrót do natury
Niektórzy freeganie identyfikują się z poglądem, według którego powinno pójść się dalej niż to, co zakłada „podstawowy” freeganizm, i chcą, aby człowiek sam na własną rękę wytwarzał jedzenie na swoje potrzeby  (np. ruch „back to the land”), czy odrzucają nie tylko kapitalizm, ale też całą obecną cywilizację (anarchoprymitywizm).
Ideologia ta wraz ze wzrostem mody na ochronę środowiska stała się w Europie Zachodniej tak popularna, że w Barcelonie powstał nawet specjalny przewodnik po mieście dla freegan.

## Praktyki

### Miejskie zbieractwo
Freeganie najczęściej pozyskują swoje jedzenie z kontenerów przy wielkopowierzchniowych supermarketach. Zachowanie to nazywane jest nurkowaniem w kontenerach (ang. dumpster diving), co w polskim języku przyczyniło się do określania freegan jako kontenerowców. Na śmietniku ląduje wiele produktów, które niekoniecznie straciły swoją użyteczność, wtedy pojawiają się tam kontenerowcy. Wskazują oni na złą politykę zarządzania żywnością, która została wyprodukowana (np. kontenery świeżych składników przeznaczone na śmietnik przy dużych supermarketach). Innym przykładem są restauracje, gdzie ze względu na normy sanitarne oraz prawne nie pozwala się na to, żeby żywność lub posiłek, który jest świeży trafił do osób potrzebujących. Żywność jest przeznaczona na utylizację, choć nadal jest zdatna do zjedzenia- niejednokrotnie są to produkty których termin do spożycia upłynął (nawet dzień wcześniej), ich wygląd nie jest niepokojący, są tez takie produkty, które zostały wyrzucone tylko ze względu na wyrzucone opakowanie.

### Minimalizacja ilości produkowanych odpadów
Freeganie podejmują aktywności przyczyniające się do zmniejszenia ilości produkowanych odpadów, są nimi: recycling, naprawianie rzeczy zamiast ich wyrzucanie i nabywanie nowych, dzielenie się i udostępnianie swoich produktów innym osobom. Korzystają oni także z portali internetowych, które umożliwiają nabywanie produktów za darmo lub opierają się na wymianie przedmiotów z innymi użytkownikami. Nabywając rzeczy używane, freeganie zmniejszają produkcję odpadów, które powstałyby podczas produkcji nowego towaru i wydłużają cykl życia produktów, które już wytworzono. Innym przykładem opierającym się na tym samym mechanizmie są tzw. darmowe rynki, które dzieją się podczas organizowanych eventów. Takie wydarzenia są organizowane żeby idea samego dawania bez uzyskiwania zysków była rozpowszechniana. Przez współdzielenie produktów i ich wymianę z innymi osobami, freeganie swoim podejściem reprezentują styl konsumencki nazywany konsumpcją kolaboratywną.

### Ekologiczny transport
Freeganie, w większości nie używają samochodów i starają się korzystać z innych środków transportu, ich motywacje opierają się nie tylko na niekorzystnym wpływie spalin na środowisko, ale też takich aspektów jak: wycinanie lasów podczas budowy dróg, czy też wypadków podczas których giną ludzie i zwierzęta, czy kwestia ropy naftowej i światowych konfliktów z nią związanych. Freeganie przemieszczają się przy pomocy rowerów, rolek, komunikacji miejskiej, pociągów lub pokonywaniu małych odległości pieszo, promując w ten sposób ekologiczny i zdrowy środek transportu. Jeszcze jednym sposobem na podróżowanie jaki wybierają jest autostop, który co prawda odbywa się poprzez jazdę samochodem, jednak autostopowicze wypełniają i tak już puste miejsce, które gdyby nie oni nie zostałoby wykorzystane. Niektórzy freeganie ze względu na charakter pracy nie mogą zupełnie zrezygnować z własnego samochodu. Sposobem na to by być zgodnym ze swoimi ideami jest unikanie korzystania z paliw kopalnych, wybierają pojazdy z silnikiem Diesla, które przystosowane są do spalania biopaliwa.

### Squatting
Freeganie uważają, że możliwość mieszkania to prawo człowieka, a nie przywilej. Jest to przyczyną do ich oporu i sprzeciwu dotyczącego obecnie panujących nierówności związanych z miejscem zamieszkania, starają się pokazywać kontrasty pomiędzy ludźmi bezdomnymi a osobami, które posiadają wielkopowierzchniowe mieszkania, w których części pomieszczeń nawet nie używają. Rozwiązanie tego problemu przedstawiają, którzy nielegalnie zajmują porzucone i zaniedbane nieruchomości. Ich postulatem jest to, że prawdziwe potrzeby człowieka i jego prawa są ponad własnością prywatną. Squatersi nie tylko wykorzystują pustostany do mieszkania tam, często przekształcają je w ośrodki alternatywnej kultury, gdzie organizują m.in. zajęcia artystyczne i edukacyjne dla dzieci i młodzieży, warsztaty dla trudnej młodzieży, wernisaże, kuchnie polowe, schroniska itp.

### Samowystarczalność
Wzrastająca nie tylko wśród freegan świadomość tego w jaki sposób pozyskuje się produkty z całego świata i jak ich transport, i produkcja wpływa na środowisko spowodowała, że wiele ludzi zaczęło uprawiać żywność we własnym zakresie (np. na balkonach, ogródkach domowych czy działkowych). Takie zachowania wpisują się w dwa alternatywne trendy konsumenckie, jak domocentryzm i ekokonsumpcja, poprzez które chcą pokazać, że można żyć bez zaopatrywania się w jedzenie w marketach. Freeganie wskazują, że jedzenie jest darem pochodzącym z natury nie ze sklepów.

### Ograniczanie pracy
Freeganie dążą do zmniejszenia lub nawet całkowitego zrezygnowania z konieczności zarabiania. Dzięki swojemu podejściu do życia zapewniają sobie wszystko czego potrzebują nie wydając na to żadnych pieniędzy. Dzięki takiemu nastawieniu freeganie mają więcej czasu, który mogą poświęcić swoim rodzinom i społecznościom lokalnym oraz jednocześnie sprzeciwiają się współczesnemu systemowi ekonomicznemu. Niestety wiele osób nie jest w stanie zrezygnować z zarabiania pieniędzy, ale przy zmniejszeniu swoich potrzeb finansowych mogą kontrolować swój system pracy tak aby był zgodny z przyjęta filozofią. Ograniczanie pracy jest to sposobem na przywrócenie kontroli nad własnym życiem i pokazanie sprzeciwu dla presji osiągania coraz większych dochodów, którą narzuca społeczeństwo.

## Freeganizm w Polsce
Polscy przedstawiciele tej ideologii (i zarazem stylu życia) używają wobec siebie również określenia kontenerowcy, co wzięło się od szukania resztek jedzenia w kontenerach ze śmieciami.
Coraz więcej hoteli i właścicieli restauracji, szczególnie w dużych polskich miastach wystawia na zapleczu swoich lokali potrawy, które w danym dniu się nie sprzedały. Pewna grupa sprzedawców sklepów osiedlowych i lokalnych targowisk odkłada w określone dni tygodnia, do specjalnie oznaczonych kartonów, warzywa i owoce oraz nabiał.
W Polsce ze względu na sytuację prawną znaczna ilość śmietników przy supermarketach jest zamykana na klucz.
W Polsce freeganizm jest postrzegany jako alternatywny i niszowy styl życia, przewiduje się, że takim pozostanie.